# Korneliusz Bahrynowski
Korneliusz Bahrynowski, również Bagrynowskij lub Bagranowskij (ur. 1859 w Żytomierzu, zm. 25 lipca 1896 w Wierchojańsku) – księgarz, uczestnik rosyjskiego ruchu rewolucyjnego.

## Życiorys
Został zesłany do Irkucka, a następnie do Jakucji. Tam w 1892 roku zorganizował, wraz z drugim polskim zesłańcem T. Cobłem, ucieczkę na łódce, płynąc Leną 2000 km do jej ujścia, a potem Morzem Arktycznym na wschód w kierunku Cieśniny Beringa. Po przepłynięciu morzem 300 kilometrów uciekinierzy zostali schwytani w pobliżu delty Jany. Bahrynowskiego zesłano do Wierchojańska, gdzie po kilku latach popełnił samobójstwo.